# Altium
Altium Limited는 인쇄 회로 기판 을 설계하는 엔지니어에게 전자 설계 자동화 소프트웨어를 제공하는 호주의 다국적 소프트웨어 회사이다. 1985년 Australia에서 Protel Systems Pty Ltd로 설립된 이 회사는 미국, 호주, 중국, 유럽 및 일본에 지역 본부를 두고 있다. 회사의 제품은 마이크로소프트 윈도우 환경에서 사용할 수 있도록 설계되었으며 자동차, 항공우주, 방위, 통신 등의 산업에 사용된다. 주력 제품인 Altium Designer는 통합 전자 설계 소프트웨어이다.

## 역사

### 초기역사
Altium의 역사는 1985년 전자공학 디자이너 Nicholas Martin에 의해 Protel Systems Pty Ltd 가 설립되면서 시작되었다. 그는 1980년대에 태즈메이니아 대학교에서 일하고 있었다. 그는 전자 설계기술을 PC 플랫폼에 접목함으로써 전자제품 디자인을 저렴하게 만들 수 있는 기회를 보았다. 이 회사는 DOS 기반 printed circuit board (PCB) 레이아웃 및 디자인 도구인 1985년에 첫 제품을 출시했다. Protel PCB는 1986년부터 HST Technology Pty Ltd.에 의해 국제적으로 판매되었다.
1986년 10월, 샌디에이고에 본사를 둔 ACCEL Technologies, Inc.는 Tango PCB라는 이름으로 미국, 캐나다, 멕시코의 PCB 프로그램의 마케팅 및 지원 책임을 인수했다. 1987년, Protel은 도스를 위한 회로 다이어그램 편집기 Protel 도스를 출시했다. 1988년 Autotrax와 Easytrax가 그 뒤를 이었다.
1990년대에 이 회사는 단일 데이터 모델을 사용하여 제품을 만드는 데 필요한 모든 설계 데이터를 저장하는 통합 전자 설계 시스템을 개발하기 시작했다. FPGA, PCB 그리고 임베디드 소프트웨어 개발 프로세스는 공통 프로젝트 뷰 및 데이터 모델로 통합되었다. 그런 다음 다양한 편집 도구를 사용하여 보드 레이아웃과 설계, schematic capture, routing (EDA), 테스트, 분석 및 FPGA 설계와 같은 영역을 포함하여 설계에 액세스하고 조작할 수 있다.
1991년, Protel은 세계 최초의 윈도우 기반 PCB 설계 시스템인 마이크로소프트 윈도우 Advanced Schematic/PCB을 출시했다. 또한 1998년 Accolade Design Automation을 포함한 unified electronics design solution을 만드는 데 필요한 기술을 보유한 다양한 회사를 인수하기 시작했다.

### 1999-2010; IPO 및 Altium으로 이름 변경
1999년 8월 Altium은 호주 증권 거래소에 기호(ASX:ALU)로 상장되었다. 회사는 1998년 Protel 98, 1999년 Protel 99, 2000년 Protel 99 SE를 포함한 새로운 버전의 디자인 도구를 개발하고 출시했다. 2000년에 Altium은 1986년에 이전에 제휴했던 ACCEL을 인수했다.
2001년 회사는 Protel Systems에서 Altium으로 사명을 변경하고 미국, Europe, Asia 전역으로 계속 확장했다. 또한 2001년 73.4 백만 호주달러로 임베디드 소프트웨어 개발 회사인 Tasking, 2002년 EDA 소프트웨어 배포자 Hoschar AG 포함해 더 많은 인수를 했다.
Protel DXP는 2003년에, Protel 2004는 2004년에, Altium Designer 6.0은 2005년에 발행되었다. 2010년 Altium은 클라우드 기반 소프트웨어 애플리케이션을 엔지니어링하고 배포하기 위한 시각 디자인 도구 개발업체인 Morfik Technology Pty Ltd.를 인수했다. Morfik의 설립자들은 원래 Altium/Protel에서 일하다가 Altium의 IPO 이후 회사를 설립하기 위해 떠났다.

### 2011-현재, 확장 및 인수
2011년, Altium은 낮은 임금을 이용하기 위해 2011년 하반기에 중국 상하이에 진출할 것이라고 발표했다.
2012년 10월 15일, Altium 이사회는 Nick Martin을 CEO에서 해임하고 그의 후임으로 부회장 Kayvan Oboudiyat를 지명했다. 2014년 1월 16일, Altium은 Kayvan Oboudiyat의 은퇴와 Aram Mirkazemi 의 CEO직 승계를 발표했다. 같은 해 5월, Altium은 주력 제품인 PCB CAD 툴의 핵심 R&D 사업부를 다시 캘리포니아주 샌디에이고로 이전할 것이라고 발표했다.
2015년, Altium은 전자 및 산업용 부품 검색 엔진인 Octopart를 인수했다. 같은 해 클라우드 기반 전자부품 관리시스템 기업 Ciiva.를 인수했다. [19] 이 회사의 추가 인수에는 2016년의 엔터프라이즈 PLM 통합 솔루션 공급업체 Perception Software와 2017년의 클라우드 기반 EDA 툴 회사 Upverter가 포함되었다.
2021년 6월 7일, Altium은 Autodesk로부터 50억 5천만 AUD의 입찰을 거절했다고 밝혔다.

## 제품
Altium은 인쇄회로기판을 포함한 전자제품 설계에 사용되는 소프트웨어를 개발한다. Microsoft Windows 환경에서 사용할 수 있도록 설계되었으며 자동차, 항공우주, 방위, 통신 등의 산업에 사용된다.

### Altium Designer
Altium Designer는 PCB 및 electronic design automation 소프트웨어 패키지를 위한 PCB 및 전자 설계 자동화 소프트웨어 패키지를 제공한다. 엔지니어가 설계 및 사용자 지정 및 사용자 정의하도록 지원한다. Altium Designer는 회사의 주요 소프트웨어로 간주된다.

### Autotrax / Easytrax
Autotrax 는 1980년대에 출시된 DOS용 Protel PCB 설계 소프트웨어이다.

### CircuitMaker
CircuitMaker 는 취미, hacker, maker 커뮤니티를 대상으로 하는 printed circuit board을 위한 electronic design automation 소프트웨어이다. CircuitMaker는 freeware로 제공되며, 이와 함께 설계된 하드웨어는 제한 없이 상업적 및 비상업적 용도로 사용될 수 있다. 최초의 non-beta version은 2016년 1월 17일에 출시되었다.

### 다른 제품들
- Altium 365 - PCB 디자인, MCAD, 데이터 관리 및 팀워크를 통합한 전자 제품 디자인 플랫폼[29][30]
- Altium Concord Pro – Altium 엔터프라이즈 솔루션의 일부로 제공. 구성요소 데이터, 실시간 소싱 정보, 설계 내 구성요소 추적성 및 협업 도구를 위한 단일 소스.[31]
- Altium NEXUS – Altium 엔터프라이즈 솔루션의 일부로 제공. 투명성을 제공하도록 설계된 팀 기반 PCB 워크플로우 솔루션.[32]
- Altium Live – Altium 설계자, 협력업체, 공급업체, 제조업체 및 고객을 연결하는 클라우드 기반 커뮤니티.
- Altium Vault – 정식 릴리스, 재사용 및 설계 데이터 관리 서버 소프트웨어
- CircuitStudio – PCB 설계 소프트웨어 도구[33]
- NanoBoard – 재구성 가능한 하드웨어 개발 플랫폼.
- P-CAD - Accel EDA 인수를 통해 획득되었으며 2006년 은퇴
- PDN 분석기 - PDN(Power Distribution Network) 전압 및 전류 성능 분석
- TASKING – 임베디드 시스템 소프트웨어 개발 도구

## 추가 자료
- 일렉트로닉스
- FPGA
- 임베디드 시스템
- 인쇄 회로 기판

## 같이 보기
- 일렉트로닉스
- 전자공학
- 인쇄 회로 기판

## 더 읽어보기
- Buetow, Mike (2017-05-25). "The Makers March". Circuit Assembly. Retrieved 2017-05-26.
- Rako, Paul (2017-03-30). "Altium CircuitStudio review: The glory". EDN Network. Retrieved 2017-04-03.
- Drysdale, Chelsey (2015-11-12). "Altium Releases Designer 16 PCB Design Tool". Printed Circuit Design & Fab. Retrieved 2017-04-03.
- Morris, Kevin (2010년 12월 14일). “Head in the Clouds. Altium Leads Another Design Tool Revolution”. Electronic Engineering Journal. 2011년 3월 31일에 확인함.
- Maxfield, Clive (2008년 7월 7일). “Software focus drives Altium's ambition”. EDA DesignLine. 2013년 1월 22일에 원본 문서에서 보존된 문서. 2009년 3월 4일에 확인함.
- Maxfield, Clive (2008년 2월 5일). “Altium launch Innovation Station featuring the Desktop NanoBoard”. Programmable Logic DesignLine. 2008년 4월 18일에 원본 문서에서 보존된 문서. 2009년 3월 4일에 확인함.
- Morris, Kevin (27 November 2007). “Altium Goes 3D - Board Design Can Be Fun”. FPGA & Structured ASIC Journal. 19 February 2009에 원본 문서에서 보존된 문서.  4 March 2009에 확인함.
- Miller, Nick (2007년 10월 30일). “Altium's altitude attitude”. Sydney Morning Herald. 2009년 3월 4일에 확인함.
- Goering, Richard (2006년 11월 14일). “Altium links pc-boards with mechanical CAD”. EDA DeignLine. 2008년 5월 15일에 원본 문서에서 보존된 문서. 2009년 3월 4일에 확인함.